# 푸유마족

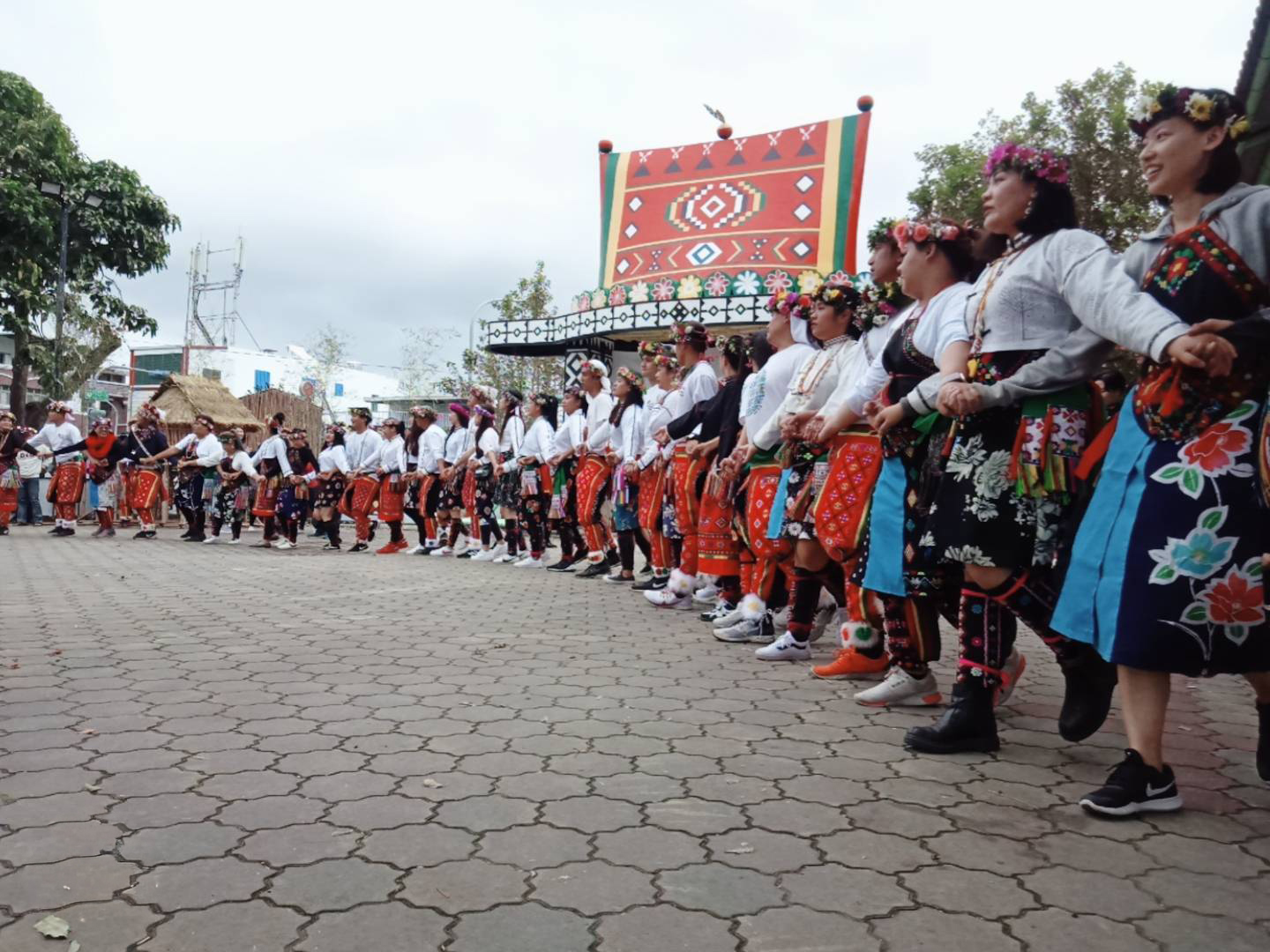

푸유마족(Puyuma, 중국어: 卑南族 베이난족[*])은 대만 원주민족 중 하나이다. 보통 치펜(Chihpen)과 난왕(Nanwang)의 두 개 집단으로 구분되며 둘 다 대만 섬 동부 해안의 타이둥현에 거주한다. 2000년 기준 인구는 9,606명으로 대만 원주민 중 6번째로 수가 많았다. 고유 언어는 푸유마어이며 오늘날에는 표준 중국어나 대만어도 구사한다.

## 같이 보기
- 푸유마어
- 대만 원주민